# Perl
Perl és un llenguatge de programació d'alt nivell, estable, interpretat i multiplataforma dissenyat per Larry Wall. Els programes escrits en Perl s'anomenen scripts de Perl.
El llenguatge de programació Perl fou alliberat al 18 de desembre de 1987 per Larry Wall. Perl està inspirat en els llenguatges awk, C i Sed, entre d'altres, així com en Shell.
Perl està sota la combinació de la llicència artística i la GPL. Està disponible en molts sistemes operatius de tipus Unix, com Linux i FreeBSD, i també en sistemes operatius de la família de Microsoft.
La seva mascota és un camell d'ençà de la publicació del llibre Programming Perl, que va esdevenir referència «de facto» per al llenguatge, i que té aquest animal dibuixat en la portada.

## Història
L'any 1987 Larry Wall va començar a treballar en el llenguatge Perl mentre era programador a l'empresa Unisys, i el 18 de desembre de 1987 va anunciar la versió 1.0 al newsgroup comp.sources.misc. Els següents anys, el llenguatge va ampliar-se molt ràpidament. El 1988 va alliberar-se Perl 2, que portava un motor millorat d'expressions regulars. El 1989 va alliberar-se Perl 3, que va afegir suport per a dades binàries.
Fins a 1991, l'única documentació de Perl era una simple pàgina de manual d'Unix. El 1991 es va publicar Programming Perl i immediatament es va convertir en referència de fet del llenguatge. Al mateix temps, el número de la versió de Perl va avançar a 4, no per significar un gran canvi al llenguatge, sinó per identificar la versió que estava documentada al llibre.
Audrey Tang, amb l'ajut dels seus col·laboradors, va desenvolupar un intèrpret Perl 6 a Haskell anomenat Pugs.

## Programa d'exemple
Programa que escriu Hola món a la sortida estàndard.
```
#
!/usr/bin/perl -w
print "Hola, món!\n";
```

Cal destacar que la primera línia inclou la situació del binari de Perl, aquesta pot variar depenent del sistema operatiu o de la configuració.